# Texinfo
Texinfo ist das hypertextfähige Dokumentationssystem des GNU-Projektes.

## Motivation
Es muss nur ein Quelldokument gepflegt werden, aus dem mit Konvertierungsprogrammen verschiedene Ausgabeformate erzeugt werden können.

## Eingabeformat
Eine Texinfo-Quelldatei hat üblicherweise die Dateiendung .texi und sieht fast wie gewöhnlicher Text (plain text) aus, enthält aber Formatierungs-Anweisungen, die mit dem Klammeraffen (@) beginnen:
```
@ifnottex
@node Top
@top Short Sample

@insertcopying
@end ifnottex

@menu
* First Chapter::    The first chapter is the
                     only chapter in this sample.
* Index::            Complete index.
@end menu
```

## Ausgabeformate
- Mit texi2any (vor Texinfo 5.0 makeinfo und texi2html)
  - Info (üblicherweise ohne Dateiendung)
  - HTML
  - Einfache Textdatei
  - DocBook
  - Texinfo XML
- Mit texi2dvi / texi2pdf
  - DVI
  - PDF
- Mit makertf
  - RTF (erlaubt weitere Konvertierung in WinHelp-Datei)

Eine Konvertierung von texinfo in UNIX manpages ist nicht vorhanden. Manpages müssen nach einem festen Schema aufgebaut sein und erlauben keine Hyperlinks.
texi2dvi und texi2pdf sind Shell-Skripte, die ihrerseits TeX (bzw. pdfTeX) benutzen. Hierbei wird ein TeX-Format, das ebenfalls texinfo heißt, eingesetzt.

## texinfo als TeX-Format
texinfo ist ein ungewöhnliches TeX-Format, da es nicht den Konventionen von plain TeX folgt. Insbesondere ist der Escape-Character, der die Befehle einleitet, nicht der Backslash, sondern das At-Zeichen.

## Info
Info ist das Hypertext-Dokumentationsformat des GNU-Projektes.
Durch Info-Dateien kann mit GNU-Info oder Emacs (sogar auf ASCII-Terminals) navigiert werden.

## Lizenz
texinfo ist freie Software unter der GNU General Public License.